# Campoplex volubilis
Campoplex volubilis là một loài tò vò trong họ Ichneumonidae.